# Kozienice
Kozienice [kɔʑɛˈɲit͡sɛ] ⓘ (deutsch Koschnitz) ist eine Stadt im Powiat Kozienicki der Woiwodschaft Masowien in Polen. Sie ist Sitz des Powiat und der gleichnamigen Stadt-und-Land-Gemeinde mit 29.187 Einwohnern (Stand 31. Dezember 2020).

## Geografische Lage
Fünf Kilometer östlich der Stadt fließt die Weichsel (Wisła). Dort verläuft zugleich die Grenze zur Woiwodschaft Lublin.

## Geschichte
Die erste urkundliche Erwähnung des heutigen Kozienice stammt aus dem Jahr 1206. Die erste Kirche des Ortes wurde 1394 errichtet.
Am 1. Januar 1467 wurde hier der spätere König Polens Sigismund I. geboren. Um 1500 spendete Sigismund I. einen Altar für die Kirche zur Erinnerung an seine Geburt. 1549 verlieh König Sigismund II. August Kozienice Stadtrecht nach deutschem Recht. 1559 wurde das Recht erweitert und die Stadt durfte nun drei Jahrmärkte pro Jahr abhalten.
Am 6. April 1656 kam es im Rahmen des Zweiten Nordischen Krieges bei Kozienice zu einer Schlacht zwischen der polnischen Armee unter Stefan Czarniecki und den Schweden unter Tornskjöld. Die Schlacht konnten die Polen für sich entscheiden. Im Jahr darauf, 1657, wurde die Stadt aber von den Schweden zerstört. Johann III. Sobieski befreite die Stadt 1685 für 15 Jahre von allen Lasten. Während des Großen Nordischen Krieges wurde Kozienice 1704 erneut von schwedischen Truppen zerstört. 1782 zerstörte ein Brand große Teile der Stadt. Bei der zweiten Teilung Polens kam Kozienice zu Russland. In den 1840er Jahren entstand in Kozienice eine evangelische Filialgemeinde von Radom, die die „holländischen“ Siedlungen aus dem 18. Jahrhundert im Weichseltal, sowie neue Kolonien in der Umgebung (Wólka Tyrzyńska, Chinów, Paciorkowa Wola, Łuczyńska Kolonia) umfasste, 1845 insgesamt 366 Protestanten. 1921 gab es schon 2369 Protestanten im Powiat Kozienicki – die größte Zahl unter den Powiaten der Woiwodschaft Kielce (1919–1939), jedoch nur 4 in Kozienice selbst.
Im Zweiten Weltkrieg wurde die Stadt im September 1939 von der deutschen Wehrmacht besetzt, die das Schloss am 12. September 1939 und die Synagoge in Brand setzte. Während der Besetzung wurde ein Sammellager für Juden errichtet, das 1942 eliminiert wurde, wobei die dann noch Überlebenden in das Vernichtungslager Treblinka deportiert wurden. Der jüdische Bevölkerungsteil machte etwa die Hälfte der Einwohnerschaft aus und wurde nahezu vollständig in Arbeits-, Konzentrations- oder Vernichtungslagern umgebracht. Am 15. Januar 1945 endete die Besatzung durch die Deutschen und die Stadt wurde wieder Teil Polens.

## Städtepartnerschaften
- Verbandsgemeinde Göllheim (Rheinland-Pfalz)
- Tschuhujiw (Ukraine)
- Medzilaborce (Slowakei)

## Bauwerke

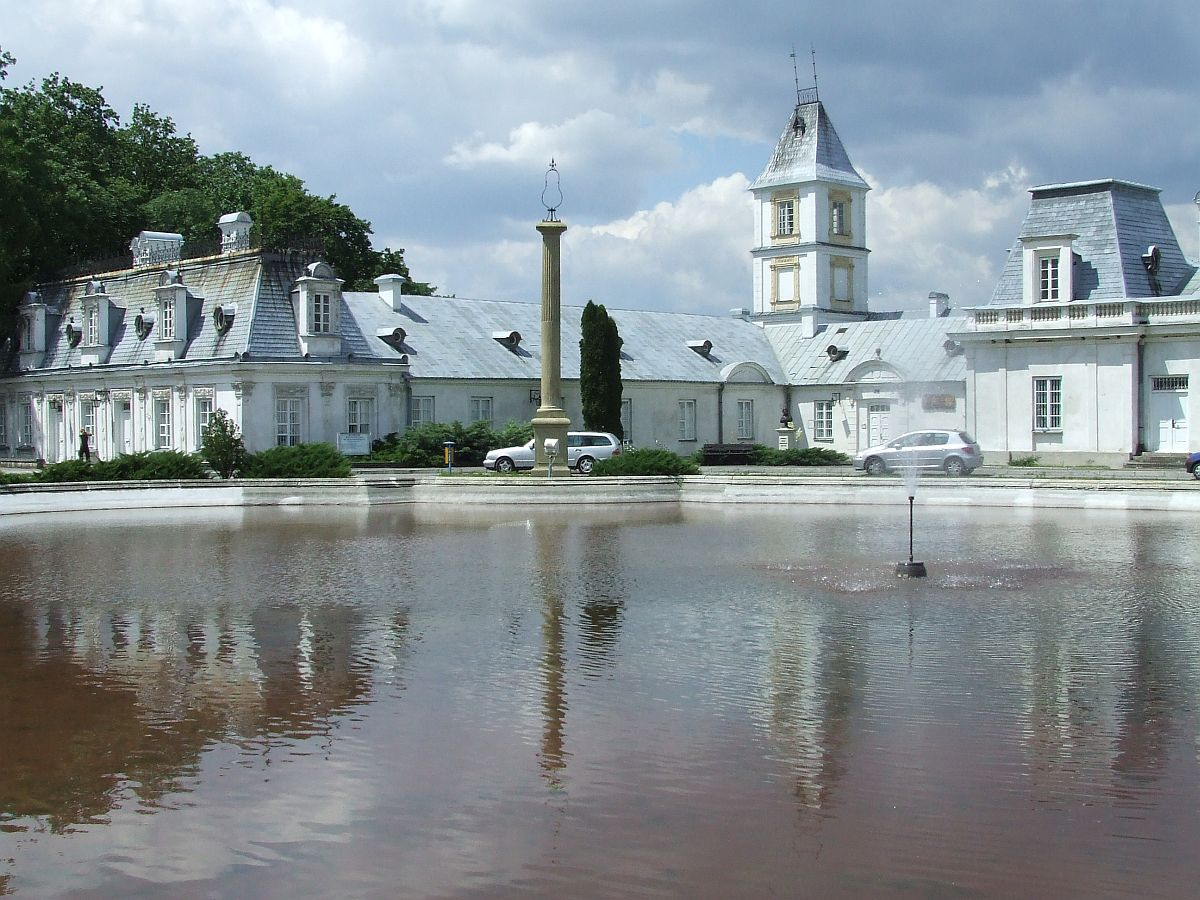
Der Palast

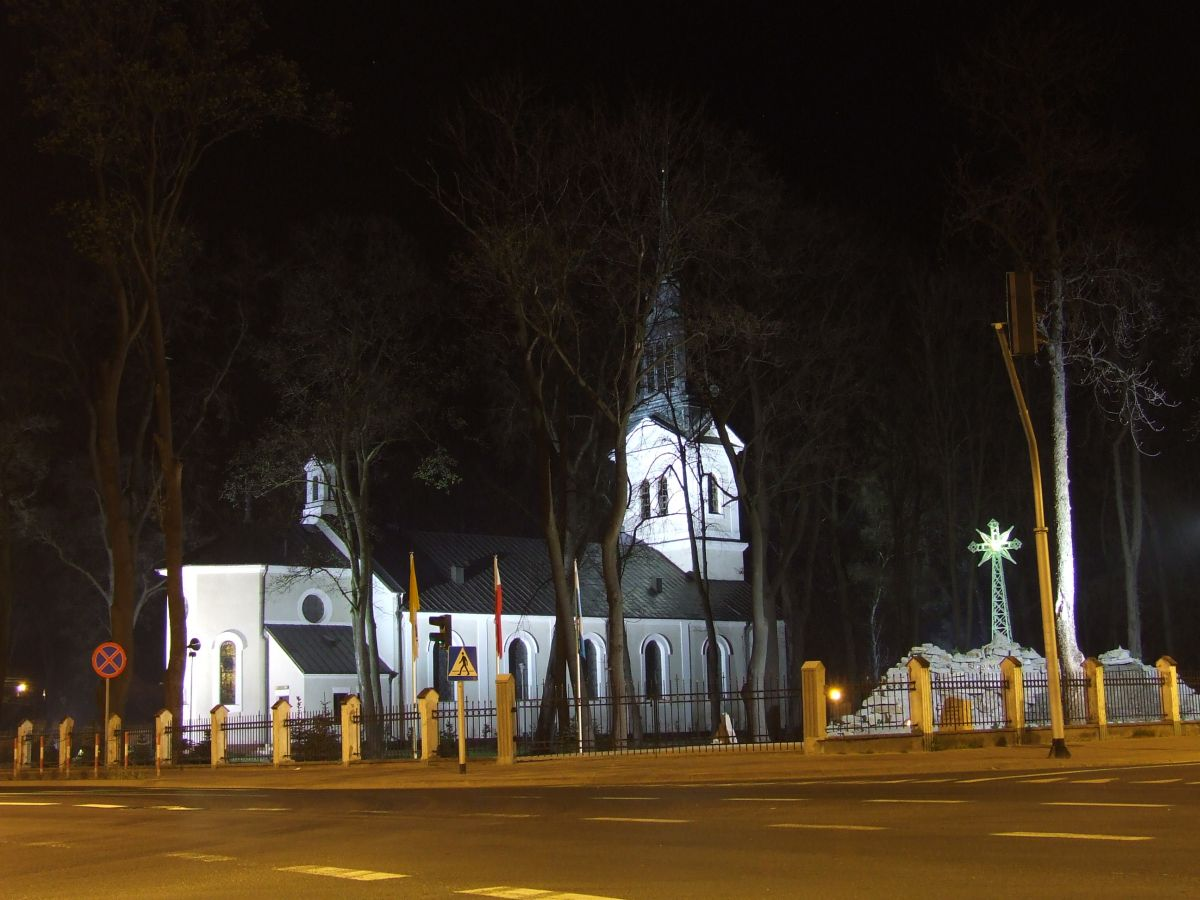
Die Heiligkreuzkirche

- Das Schloss Kozienice, das heute als Regionalmuseum genutzt wird
- Die Heiligkreuzkirche, errichtet von 1868 bis 1869
- Die St.-Alexander-Kapelle (Kaplica św. Aleksandra) in Erinnerung an die Bauernbefreiung Zar Alexanders II.[2]

## Gemeinde
Zur Stadt-und-Land-Gemeinde (gmina miejsko-wiejska) Kozienice gehören die Stadt selbst und 36 Dörfer mit Schulzenämtern.

## Wirtschaft
Bei Kozienice befindet sich das kohlebetriebene Kraftwerk Kozienice.

## Verkehr
In nord-südlicher Richtung führt durch Kozienice die Landesstraße 79 (droga krajowa 79). Diese endet im Norden nach etwa 80 Kilometern in Warschau. Im Süden führt sie nach Sandomierz (100 km) wo sie nach Westen abbiegt und durch Krakau (250 km) und endet schließlich in Bytom (300 km).
Die Landesstraße 48 verläuft von Südost nach West durch Kozienice. Im westlichen Verlauf kreuzt sie nach etwa 40 Kilometern bei Białobrzegi die Schnellstraße 7 (droga ekspresowa S7) und endet nach etwa 120 Kilometern in Tomaszów Mazowiecki. Im Osten mündet die 48 nach etwa 60 Kilometern bei Kock in die Landesstraße 19.
Die Woiwodschaftsstraße 737 (droga wojewódzka 737) beginnt etwas südlich von Kozienice als Abzweig der Landesstraße 79. Sie endet nach 30 Kilometern in Radom.

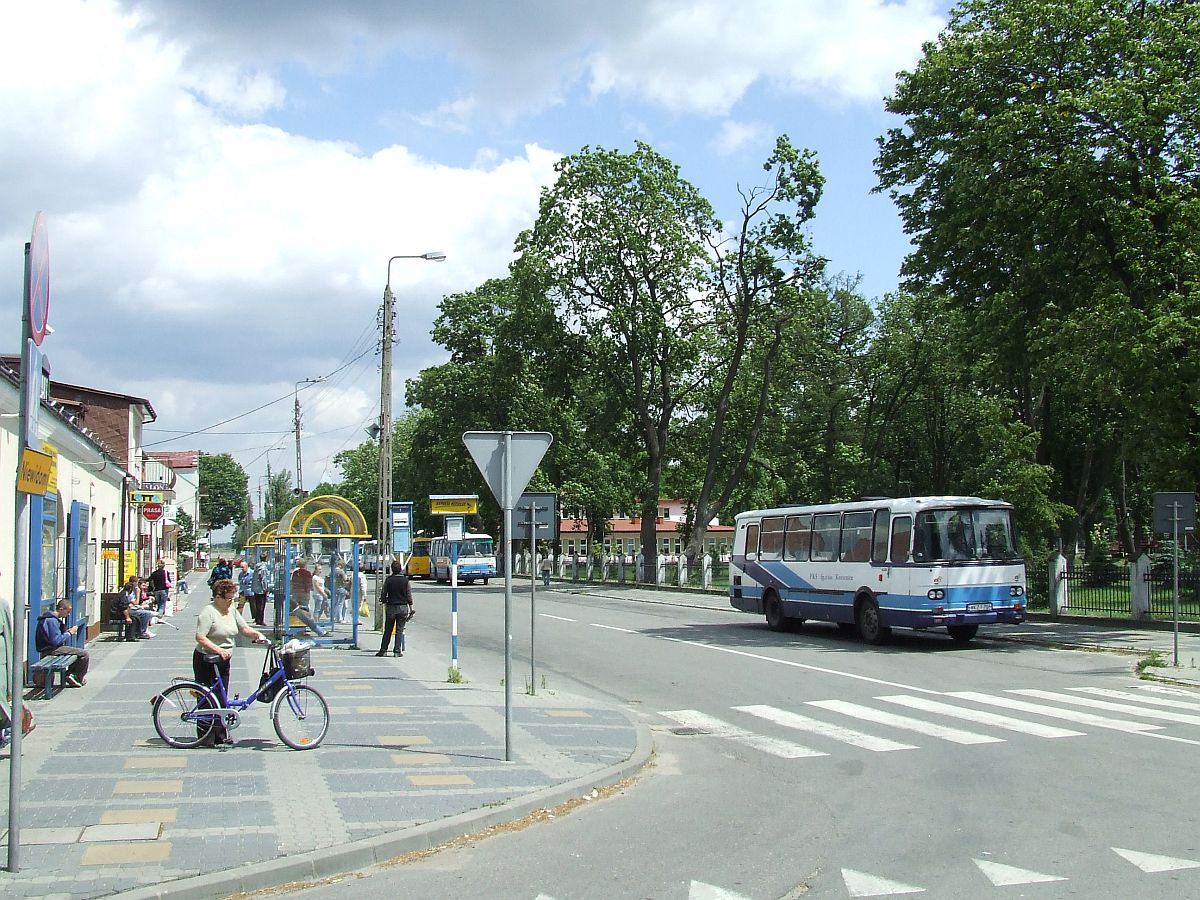
Busbahnhof der PKS

Bahnverbindungen für den Personenverkehr gibt es in Kozienice nicht mehr. Der öffentliche Personenverkehr in die Umgebung erfolgt über Busse der PKS. Der nächste internationale Flughafen ist der Frédéric-Chopin-Flughafen Warschau der etwa 70 Kilometer nördlich liegt.

## Persönlichkeiten

### Söhne und Töchter der Stadt
- Sigismund I. (1467–1548), König Polens
- Julian Święcicki (1850–1932), Schriftsteller und Übersetzer
- Wacław Chodkowski (1878–1953), Maler
- Chaim Berman (1890–1943), folkistischer Stadtrat, Fotograf[3]
- Zygmunt Młot-Przepałkowski (1893–1940), Rittmeister der polnischen Armee
- Irena Opdyke (1918–2003), Krankenschwester, ausgezeichnet als Gerechte unter den Völkern
- Bogusław Klimczuk (1921–1974), Komponist
- Frans Krajcberg (1921–2017), Bildhauer, Maler, Fotograf
- Andrzej Bienias (* 1972), Schauspieler
- Marta Paulat (* 1977), Malerin
- Wojciech Krzak (* 1980), Musiker und Produzent
- Katarzyna Maciąg (* 1982), Schauspielerin
- Marcin Awiżeń (* 1985), Leichtathlet
- Piotr Skrok (* 1985), Volleyballspieler
- Julia Michalska (* 1985), Ruderin
- Maciej Pawliński (* 1983), Volleyballspieler
- Rafał Kołsut (* 1990), Synchronsprecher
- Rafał Wolski (* 1992), Fußballspieler

### Weitere Persönlichkeiten, die mit der Stadt in Verbindung stehen
- In Kozienice wirkte im achtzehnten Jahrhundert der chassidische Zaddik Israel Hapstein von Koschnitz.

## Film
- Pawel Siczek: der Dokumentarfilm und Animation Die Hälfte der Stadt (2015) bei IMDb Film bei FBW